# Stadion w Lubinie
Stadion w Lubinie, od 2023 KGHM Zagłębie Arena – stadion piłkarski znajdujący się w Lubinie. Stadion został częściowo otwarty 14 marca 2009 w momencie ukończenia trzech z czterech trybun. Obiekt powstał w miejscu starego stadionu GOS-u. Pierwszy mecz na w pełni ukończonym stadionie rozegrany został 14 sierpnia 2010. Klubem rezydującym na stadionie jest KGHM Zagłębie Lubin. Stadion położony jest przy drodze wojewódzkiej nr 333.

## Pierwsze stadiony Zagłębia Lubin

### Stadion przy ul. Kościuszki
Pierwsze rozgrywki piłkarskie w Lubinie pojawiły się w 1945 r. Drużyna OMTUR grająca w tamtym czasie, swoje mecze rozgrywała na boisku przy ul. Kościuszki, gdzie obecnie znajduje się restauracja „Lutnia”. Wkrótce, boisko to zostało zniszczone przez radzieckie pojazdy wojskowe.

### Stadion OSIR

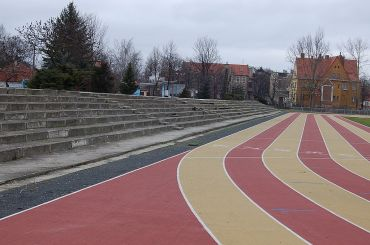
Stadion OSIR

Wiosną 1946 r. odbudowano stadion przy ul. Odrodzenia (obecnie Stadion OSIR), który był zniszczony przez działania wojenne i od tej pory tam rozgrywano mecze. W 1956 r. stadion przeszedł pierwszą w historii modernizację.
W 1971 r. stadion przeszedł kolejną przebudowę. Zagłębie w tamtym czasie rozgrywało swoje mecze na stadionie zastępczym o nawierzchni żużlowej, co uniemożliwiało osiąganie dobrych wyników. Przedłużający się remont stadionu, wymusił na klubie rozgrywanie meczów w sezonie 71/72 na boiskach w Ścinawie i Chojnowie.
Trudna sytuacja wymusiła na klubie podjęcie decyzji o wybudowaniu nowego, typowo piłkarskiego stadionu.
Obecnie Stadion OSIR jest zmodernizowanym i nowoczesnym stadionem lekkoatletycznym z bieżnią tartanową i murawą. Organizowane są na nim imprezy sportowe oraz inne imprezy masowe. Stadion znajduje się przy ul. Odrodzenia 28B.

### Stadion Górniczy

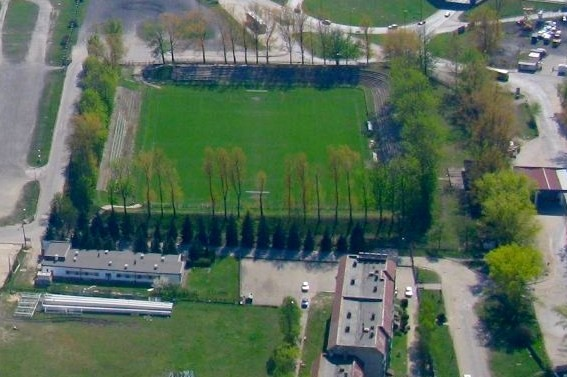
Stadion Górniczy

Decyzję o jego budowie podjęto 15 czerwca 1972 na posiedzeniu nadzwyczajnym. Powołany przez zarząd klubu zespół roboczy, przystąpił do realizacji inwestycji.
Budowę otwarto 29 czerwca 1972 r. Rozpoczęto od ściągania ziemi do określonego poziomu i formowania z niej wałów okalających płytę boiska. Budowę stadionu zakończono 5 września 1972 czyli zaledwie po dwóch miesiącach od jej rozpoczęcia.
W trakcie sezonu 72/73 rozpoczęto rozbudowę stadionu: wyrównano i podwyższono wały, wykonano obiekty towarzyszące (szatnie i łaźnie), zainstalowano wieżę spikerską oraz tablicę świetlną.
Rekord frekwencji na stadionie został ustanowiony w 1/8 finału Pucharu Polski w meczu z Górnikiem Zabrze w 1974 r., na który przyszło blisko 20 tysięcy ludzi. Drugim meczem który zebrał tak liczną rzeszę fanów był półfinał Pucharu Polski z Wisłą Kraków w 1975 roku.
Stadion Górniczy jest typowo piłkarskim stadionem. Obiekt jest położony obok stadionu Zagłębia, obecnie wykorzystywany jako boisko do rozgrywania spotkań drużyn młodzieżowych i drużyny kobiecej Zagłębia.

## Stary stadion
Budowa stadionu rozpoczęła się w latach siedemdziesiątych, kiedy wykonano pierwsze nasypy pod trybuny. Jednak prawdziwą budowę rozpoczęto na początku 1985 roku. Zbudowany został jako, typowa wtedy, konstrukcja na wałach ziemnych. Stadion otwarty został 22 lipca 1985. Tego dnia odbyły się oficjalne uroczystości otwarcia, a drużyna Zagłębia Lubin rozegrała towarzyskie spotkanie z Pogonią Szczecin. Mecz zakończył się wynikiem remisowym 1:1 a na trybunach zasiadło ponad 30 tys. widzów.
Stadion w czasie powstawania był jednym z najnowocześniejszych i największych w Polsce. W swoim kompleksie posiadał hotel, restaurację i gabinety odnowy biologicznej. Nad jedną z trybun znajdowała się nowoczesna tablica węgierskiej produkcji. Miał on pojemność ok. 35 000 widzów.
Nosił nazwę Stadion 40-lecia Powrotu Ziem Zachodnich i Północnych do Macierzy. Przyjęła się również nazwa Stadion GOS-u (od Górniczego Ośrodka Sportu).
To na nim 28 lipca 1985 Zagłębie zadebiutowało w Ekstraklasie, pokonując GKS Katowice 1–0. Miedziowi grali tutaj również wszystkie swe spotkania w europejskich pucharach.
Na stadionie Górniczego Ośrodka Sportu zostały rozegrane dwa mecze międzypaństwowe:
- w 1987 r.  Polska - Niemiecka Republika Demokratyczna  (2–0)
- w 1989 r.  Polska - Związek Radziecki  (1–1).

Ten drugi mecz do tej pory jest rekordowym, jeśli chodzi o frekwencję spotkań piłkarskich w Lubinie - widziało go na żywo 50110 widzów.

## Obecny stadion

### Budowa i konstrukcja stadionu

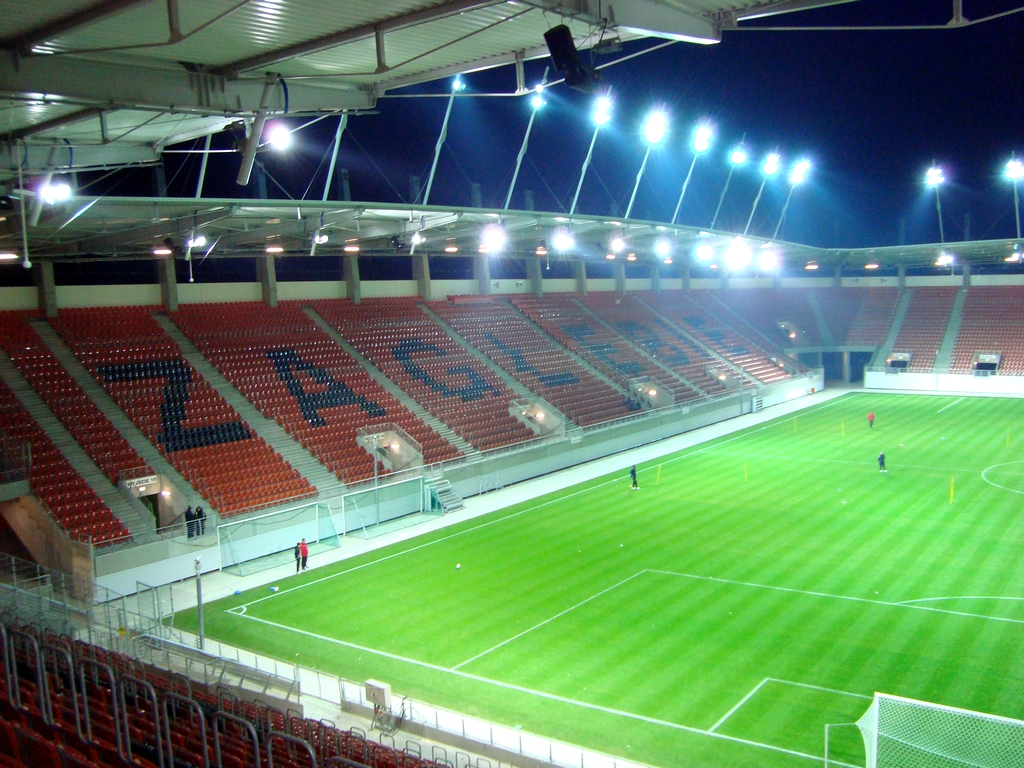
Trening piłkarzy Zagłębia

Nowy stadion powstał w miejscu, w którym znajdował się stary stadion. Jego budowa rozpoczęła się 18 września 2007. Trybuny areny otwartej w 1985 r. były zbudowane na wałach ziemnych. W związku z budową nowego stadionu wyburzono ich znaczną część – około 65%. Przesunięcie murawy względem starego stadionu wyniosło blisko 20 metrów. Nowy stadion nie jest modernizacją starego obiektu – został całkowicie zbudowany od podstaw.
Budowa nowego stadionu przebiegała w dwóch etapach. W trakcie realizacji pierwszego, zbudowano trzy z czterech trybun – by mecze na nim mogły odbywać się jak najszybciej. W drugim etapie zbudowano trybunę główną, na której znajduje się centrum prasowe i miejsca vip. Koszt budowy w przeliczeniu na jedno krzesełko wyniósł 1817,5 €.
Nowy stadion spełnia kryteria dla stadionu 3 Kategorii UEFA. Do oglądania meczów w luksusowych warunkach sprzyja odległość dzieląca trybuny od boiska – 5,5 metra. Zaletami areny są także jednoczęściowe trybuny, które wpływają na jakość dopingu. Ich wysokość wynosi 14 metrów. Wszystkie miejsca na stadionie są zadaszone. Stalowa konstrukcja dachu podtrzymywana jest przez 52 betonowe słupy, masa każdego z nich wynosi 24 tony. Stadion jest oświetlony przez 150 jupiterów, które dają światło o łącznym natężeniu 2000 luksów, co umożliwia nadawanie transmisji meczów w jakości High Definition.
Na trybunie głównej powstało centrum prasowe w którym znajdują się sala konferencyjna, jedno przeszklone studio prasowe, dwa studia TV, 10 stołów dla prasy na trybunie, 10 pulpitów z 3 miejscami siedzącymi dla komentatorów telewizyjnych i radiowych oraz stanowiska dla kamer. Na trybunie głównej umiejscowionych jest 600 siedzisk kategorii VIP, a także 100 kategorii SuperVIP. Poza tym, na stadionie znajdują się 32 miejsca dla osób niepełnosprawnych.

### Dodatkowe informacje
3 lutego 2009 została podpisana umowa pomiędzy Zagłębiem Lubin S.A. a Telefonią Dialog SA, dotycząca sprzedaży praw do nazwy obiektu. Oficjalna nazwa stadionu brzmiała Dialog Arena. 30 stycznia 2012 roku umowa z Telefonią Dialog dobiegła końca, tym samym stadion przyjął nazwę Stadion Zagłębia. 7 października 2023 stadion na mocy umowy sponsorskiej z KGHM przyjął nazwę KGHM Zagłębie Arena. 

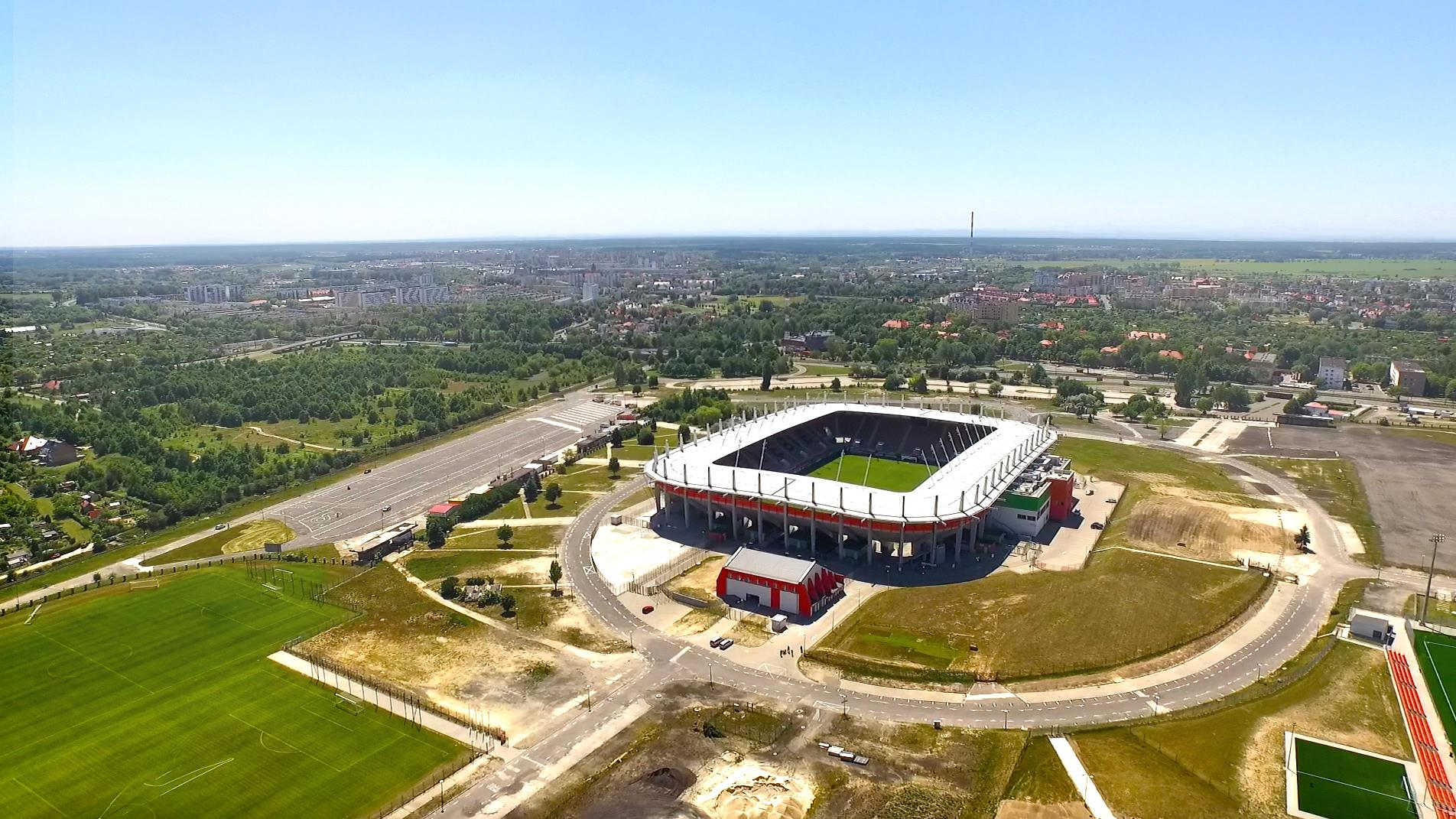
Panorama Miasta Lubin, na pierwszym planie Stadion Zagłębia w Lubinie.

Pierwszym nieoficjalnym spotkaniem rozegranym na nowym obiekcie był mecz sparingowy w którym KGHM Zagłębie Lubin pokonało drugoligową Miedź Legnica 3:0. Spotkanie odbyło się 7 marca 2009. Pierwszą bramkę w historii stadionu Dawid Plizga, pozostałe: Wojciech Kędziora i Robert Kolendowicz.
Pierwszym oficjalnym meczem na nowym stadionie było spotkanie inauguracyjne rundy wiosennej I ligi. W meczu tym, które zostało rozegrane 14 marca 2009, Zagłębie Lubin pokonało Górnik Łęczna 3:0. Pierwszą bramkę spotkania zdobył Wojciech Kędziora. Meczowi towarzyszyły także uroczystości otwarcia stadionu.
W debiutanckim meczu ekstraklasowym na nowym stadionie 7 sierpnia 2009 beniaminek Zagłębie uległ mistrzowi Polski Wiśle Kraków 1:4. Pierwsza bramkę w najwyższej klasie rozgrywkowej na stadionie w Lubinie zdobył zawodnik przyjezdnych Marcelo.
W pierwszym meczu na w pełni ukończonym obiekcie 14 sierpnia 2010 Zagłębie przegrało z Górnikiem Zabrze 1:2.

### Modernizacja stadionu
11 sierpnia 2023 r. podczas konferencji prasowej ogłoszono zamiary zmodernizowania stadionu. Ogłoszona została wymiana krzesełek na sektorach, przebudowa sektora VIP, budowa elewacji stadionu oraz zmiana nazwy i zawieszenie ledowego napisu KGHM Zagłębie Arena. Prace ruszyły w październiku 2023 r. z zamiarem całkowitego zakończenia inwestycji do końca roku. 

### Frekwencja

#### W I lidze
|  | Pierwsze mecze ligowe na nowym stadionie były rozgrywane w ramach rozgrywek I ligi w rundzie wiosennej. Mecze były rozgrywane przy trzech trybunach, ponieważ czwarta była w trakcie budowy. Z tego powodu maksymalna pojemność stadionu wynosiła 10 tys. miejsc. Inauguracyjnym meczem w I lidze był pojedynek przeciw Górnikowi Łęczna, wygrany przez Lubinian, na którym stawił się komplet publiczności. Pierwszą bramkę w I lidze na tym obiekcie zdobył zawodnik Zagłębia Wojciech Kędziora. Lubinianie w rundzie wiosennej sezonu 2008/2009 rozegrali na stadionie Zagłębia siedem spotkań. Średnia frekwencja wyniosła 7036 widzów na mecz. |

#### W Ekstraklasie
|  | Rundę wiosenną w Ekstraklasie Zagłębie Lubin rozgrywało również przy trzech trybunach, z tego powodu na stadion nie mogło wejść więcej niż 11 tys. widzów. Inauguracyjnym meczem nowego stadionu w Ekstraklasie było spotkanie z Wisłą Kraków, a pierwszą ekstraklasową bramkę zdobył Marcelo. Pierwsze zwycięstwo w Ekstraklasie na nowym stadionie, Zagłębie odniosło 29 października 2009r w meczu przeciwko Polonii Bytom. Lubinianie zwyciężyli wynikiem 2:0, a bramki dla gospodarzy zdobywali Wojciech Skaba (s) i Mouhamadou Traoré. Rekord frekwencji padł 06.08.2023r. podczas meczu w którym przeciwnikiem zagłębia był poznański Lech. Sprzedane zostały wtedy wszystkie bilety dostępne na mecz, na stadionie ostatecznie pojawiło się 15 813 osób w tym ok. 2000 kibiców gości. |

## Mecze reprezentacji Polski
Reprezentacja Polski rozegrała swój pierwszy mecz na nowym stadionie 10 sierpnia 2011 r.
| 740 10 sierpnia 2011 | Polska · Jakub Błaszczykowski | 1:0(1:0) | Gruzja | Stadion w Lubinie, Lubin |
|                      |                               |          |        |                          |

## Superpuchar Polski 2009
25 lipca 2009 na stadionie Zagłębia odbył się mecz o Superpuchar Polski między Lechem Poznań a krakowską Wisłą. Wynik po regulaminowych 90 minutach wynosił 1:1, a mecz został rozstrzygnięty w rzutach karnych. Zwyciężył Lech 4:3, frekwencja wyniosła 8000 widzów.
| 25 lipca 2009 17:00 CEST                                                        | Wisła Kraków · Júnior Díaz 37' | 1:1 k. 3:4(1:1)                                                                       | Lech Poznań · Robert Lewandowski 8' | Stadion w Lubinie, Lubin Widzów: 8000 Sędzia: Paweł Gil (Polska) |
|                                                                                 |                                |                                                                                       |                                     |                                                                  |
|                                                                                 |                                | Rzuty karne                                                                           |                                     |                                                                  |
| Arkadiusz Głowacki · Andraž Kirm · Paweł Brożek · Piotr Brożek · Patryk Małecki |                                | Bartosz Bosacki · Ivan Đurđević · Robert Lewandowski · Sławomir Peszko · Semir Štilić |                                     |                                                                  |

Superpuchar Polski zdobył Lech Poznań.

## Inne

### Dojazd
- autobusem
  - z dworca PKS; linie: 5, 7

### Giełda samochodowa
Na terenach przyległych do stadionu regularnie odbywa się giełda samochodowa, w przeszłości na starym obiekcie organizowano koncerty muzyczne